# African Union/United Nations Hybrid Operation in Darfur
Der Hybride Einsatz der Afrikanischen Union und der Vereinten Nationen in Darfur, offizielle englische Bezeichnung African Union/United Nations Hybrid Operation in Darfur (UNAMID, ursprünglich von United Nations Mission in Darfur) ist der Name einer gemischten, von der Afrikanischen Union und den Vereinten Nationen gestellten Friedenstruppe für die sudanesische Region Darfur, deren Entsendung vom Sicherheitsrat der Vereinten Nationen am 31. Juli 2007 einstimmig mit der Resolution 1769 autorisiert wurde. Sie soll ursprünglich ca. 26.000 Soldaten und Polizisten umfassen und die Arbeit der bisherigen 7.000 Mann starken AU-Truppe AMIS übernehmen, der es nicht gelungen war, die Zivilbevölkerung im Konflikt in Darfur wirksam zu schützen.
Das Mandat der UNAMID umfasste vorerst 12 Monate, wurde jedoch bisher mehrfach verlängert. Die Entsendung sollte im Oktober 2007 beginnen, bis zum 31. Dezember übernahm die Truppe das Kommando der AMIS. Die UNAMID-Angehörigen sind ermächtigt, zur Selbstverteidigung und zum Schutz von Zivilisten und humanitären Operationen auch Gewalt anzuwenden – nicht aber, illegale Waffen zu beschlagnahmen und Personen festzunehmen, die vom internationalen Strafgerichtshof gesucht werden. Mit maximal 19.555 Soldaten und 6.432 Polizisten sollte die UNAMID die zeitweilig größte Friedenstruppe der Welt werden. Am 31. Oktober 2007 wurde das UNAMID-Hauptquartier im norddarfurischen al-Faschir eingeweiht.
Dem Beschluss zur Entsendung der UNAMID war ein langes diplomatisches Ringen vorangegangen, da zuerst die Regierung Sudans ihre Zustimmung für die Truppe geben musste. Die sudanesische Regierung muss auch den Einheiten jedes einzelnen Landes zustimmen.
Im Mai 2008 waren 7.605 Soldaten, 154 Militärbeobachter und 1.804 Polizisten stationiert, zudem 446 ausländische und 741 lokale zivile Mitarbeiter und 148 United Nations Volunteers.
Im Juli 2008 kritisierte das Darfur Consortium, ein Bündnis aus 50 Menschenrechtsorganisationen, dass es der UNAMID in den ersten sechs Monaten ihres Bestehens nicht gelungen sei, die Zivilbevölkerung wirksam zu schützen. Sie sei personell unterdotiert und mangelhaft ausgerüstet, und die sudanesische Regierung betreibe trotz gegenteiliger Versprechen eine behindernde Politik gegenüber der Mission.
Am 31. Juli 2008 verlängerte der Sicherheitsrat der Vereinten Nationen die Mission mit der Resolution 1828 bis zum 15. August 2010. Dieser Verlängerung folgten weitere. Zuletzt wurde die Mission mit der Resolution 2525 bis zum 31. Dezember 2020 verlängert.

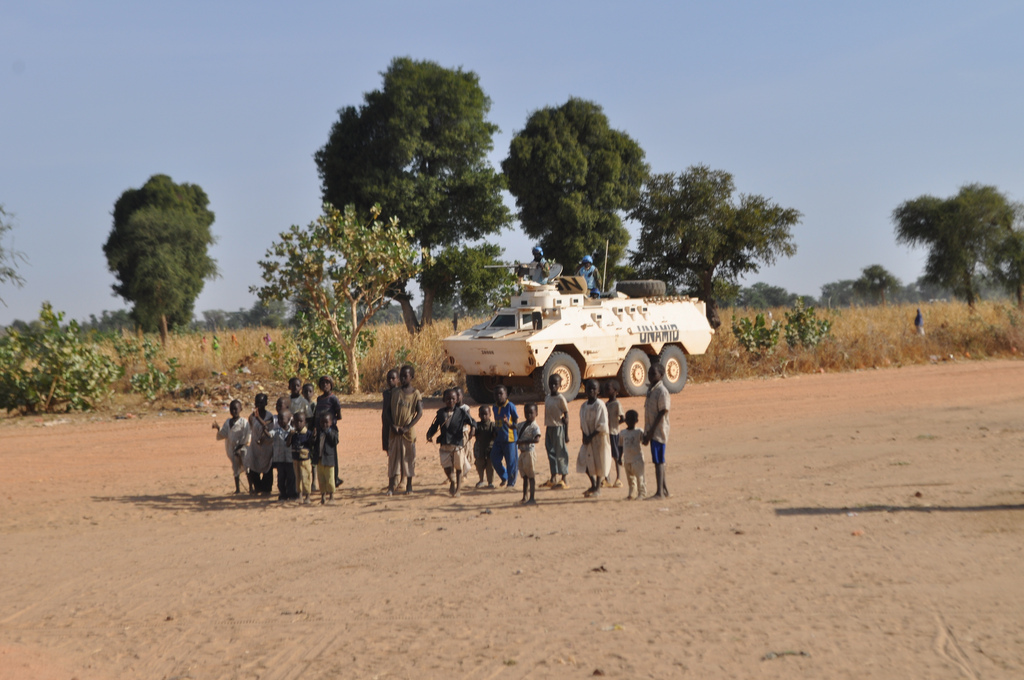
Ratel-Schützenpanzer der UNAMID in der Nähe eines Flüchtlingslagers in West-Darfur

Im Februar 2009 waren weniger als die Hälfte der zugesagten 26.000 Einsatzkräfte vor Ort. Die ungenügende Durchsetzbarkeit der Friedensziele wurde weiterhin kritisiert. Das Unvermögen der UNAMID, die Zivilbevölkerung zu schützen, zeigte sich besonders deutlich Anfang 2009, als es der UNAMID nicht gelang, die Zivilisten im Ort Muhajeriya in Süd-Darfur vor den Kämpfen zwischen Regierungseinheiten und der Rebellengruppe JEM zu schützen. UNAMID und Hilfsorganisationen mussten Muhajeriya verlassen, um sich selbst in Sicherheit zu bringen, etwa 30.000 Menschen wurden zur Flucht gezwungen.
Im Mai 2009 waren 13.286 Soldaten, 180 Militärbeobachter und 2.936 Polizisten stationiert, zudem 970 ausländische und 2.147 lokale zivile Mitarbeiter und 334 United Nations Volunteers.
Die Einsatzstärke der UNAMID umfasste am 29. Februar 2016 14.345 Soldaten, 179 Militärbeobachter und 2.929 Polizisten sowie 811 ausländische, 2.601 lokale zivile Mitarbeiter und 157 United Nations Volunteers. Im Rahmen der Verlängerung der Mission im Juli 2018 wurde die maximale Truppenstärke auf 4.050 Soldaten und 2.500 Polizisten reduziert.
In der Region sind auch zwei weitere UN-Friedensmissionen stationiert, namentlich UNISFA in der Abyei-Region und UNMISS im Südsudan.
Am 22. Dezember 2020 verabschiedete der UN-Sicherheitsrat einstimmig die Resolution 2559 (2020), nach der die militärische Mission zum 31. Dezember 2020 beendet wurde. Geringe Kräfte verblieben bis zum 30. Juni 2021, um eine geordnete Liquidierung der Mission zu gewährleisten. Anfang 2021 wurde UNAMID durch eine zivile Mission namens UNITAMS zur Unterstützung der seit 2019 laufenden Demokratisierung und des Friedensprozesses im Sudan ersetzt.

## Deutsche Beteiligung
Der Deutsche Bundestag stimmte am 15. November 2007 zu, dass deutsche Soldaten und Polizisten sich an der UNAMID-Mission beteiligen. Das Mandat zur Entsendung von bis zu 250 Soldaten wurde mehrmals verlängert. Die letzte Verlängerung war bis zum 31. Dezember 2020 gültig. Die Mandatsobergrenze lag bei 50 Soldaten. Im März 2020 waren vier deutsche Soldaten an UNAMID beteiligt. In der Nacht vom 10. zum 11. Dezember 2020 verließ der letzte deutsche Soldat Darfur. Deutschland beteiligt sich auch an der zivilen Nachfolgemission UNITAMS.